# Gian Franco Allala
Gian Franco Allala (Juan Lacaze, Colonia; 17 de enero de 1997) es un futbolista uruguayo. Juega de defensa y su equipo actual es Liga Deportiva Universitaria de la Serie A de Ecuador.

## Trayectoria
La carrera de Allala comenzó en las formativas del Club Atlético Reformers y Liverpool Fútbol Club de Montevideo entre 2007 hasta 2015, aunque no disputó partidos oficialmente para el club, formó parte de todo el esquema de formativas del negriazul, posterior a eso firmó su primer contrato profesional con Rampla Juniors.
En 2015 se dio su debut en el fútbol profesional en la victoria 4-0 en condición de visitante ante Deportivo Maldonado, entró al cambio al minuto 70 por Wilinton Techera, partido válido por la Primera División de Uruguay. En 2017 el club lo cedió al Club Oriental de Football para disputar la Segunda División de Uruguay. A mitad de 2017 fue cedido nuevamente, esta vez a la Institución Atlética Sud América por un año.
Al finalizar su vínculo con Rampla fue contrato por dos temporadas por el Cádiz Club de Fútbol del fútbol español en julio de 2018, en un principio fue cedido en su primera temporada europea al equipo filial Cádiz Club de Fútbol "B", solo disputó un juego. La siguiente temporada volvió a ser cedido, esta vez al Club Deportivo Izarra de la Tercera División, jugó en total 14 partidos, al terminar la campaña no renovó su contrato con el Cádiz.
En su regreso a Uruguay estuvo en un inicio en Miramar Misiones, pero por la pandemia de covid-19 no logró jugar ningún partido oficial. En mayo de 2021 llegó a Central Español de la Segunda División jugando 15 partidos y anotando un gol. En 2022 estuvo seis meses en Defensor Sporting, en julio de ese año firmó por un año y medio con el Club Atlético Atenas, en 2023 fue cedido por una temporada al Boston River, ya en 2024 como jugador libre se quedó un año más en el verdirrojo.
En julio de 2024 se hizo oficial su incorporación por parte de Liga Deportiva Universitaria, de la Serie A de Ecuador, con un contrato por tres temporadas.

## Selección nacional
A finales de mayo de 2024 fue convocado por primera vez con la selección absoluta de Uruguay. Debutó con la celeste el 31 de mayo, en un amistoso contra Costa Rica, ingresó como titular como capitán y se mantuvo todo el encuentro donde empataron 0-0.
Finalmente no fue incluido en la lista de jugadores para viajar a la Copa América 2024 en Estados Unidos.
| Detalle de partidos con la selección absoluta | Detalle de partidos con la selección absoluta | Detalle de partidos con la selección absoluta | Detalle de partidos con la selección absoluta | Detalle de partidos con la selección absoluta | Detalle de partidos con la selección absoluta | Detalle de partidos con la selección absoluta | Detalle de partidos con la selección absoluta | Detalle de partidos con la selección absoluta | Detalle de partidos con la selección absoluta |
| N.°                                           | Rival                                         | Resultado                                     | Fecha                                         | Lugar                                         | Competencia                                   | Goles                                         | Asistencias                                   | Ref.                                          |                                               |
| --------------------------------------------- | --------------------------------------------- | --------------------------------------------- | --------------------------------------------- | --------------------------------------------- | --------------------------------------------- | --------------------------------------------- | --------------------------------------------- | --------------------------------------------- | --------------------------------------------- |
| 1                                             | Costa Rica                                    | 0:0                                           | 31 de mayo de 2024                            | San José, Costa Rica                          | Amistoso                                      | -                                             | -                                             | 1                                             |                                               |

## Estadísticas

### Clubes
Actualizado al último partido disputado el 17 de agosto de 2025.
| Club                                   | Div.          | Temporada     | Liga  | Liga  | Copas nacionales | Copas nacionales | Copas internacionales | Copas internacionales | Total | Total | Total  |
| Club                                   | Div.          | Temporada     | Part. | Goles | Part.            | Goles            | Part.                 | Goles                 | Part. | Goles | Asist. |
| -------------------------------------- | ------------- | ------------- | ----- | ----- | ---------------- | ---------------- | --------------------- | --------------------- | ----- | ----- | ------ |
| Rampla Juniors · Uruguay               | 2.ª           | 2015-16       | 9     | 0     | —                | —                | —                     | —                     | 9     | 0     | 0      |
| Rampla Juniors · Uruguay               | 1.ª           | 2016          | 0     | 0     | —                | —                | —                     | —                     | 0     | 0     | 0      |
| Rampla Juniors · Uruguay               | 1.ª           | 2017          | 0     | 0     | —                | —                | —                     | —                     | 0     | 0     | 0      |
| Rampla Juniors · Uruguay               | Total club    | Total club    | 9     | 0     | 0                | 0                | 0                     | 0                     | 9     | 0     | 0      |
| Oriental · Uruguay                     | 2.ª           | 2017          | 14    | 2     | —                | —                | —                     | —                     | 14    | 2     | 0      |
| Oriental · Uruguay                     | Total club    | Total club    | 14    | 2     | 0                | 0                | 0                     | 0                     | 14    | 2     | 0      |
| Sud América · Uruguay                  | 1.ª           | 2017          | 8     | 0     | —                | —                | —                     | —                     | 8     | 0     | 0      |
| Sud América · Uruguay                  | 2.ª           | 2018          | 25    | 1     | —                | —                | —                     | —                     | 25    | 1     | 0      |
| Sud América · Uruguay                  | Total club    | Total club    | 33    | 1     | 0                | 0                | 0                     | 0                     | 33    | 1     | 0      |
| Cádiz C. F. "B" · España               | 4.ª           | 2018-19       | 1     | 0     | —                | —                | —                     | —                     | 1     | 0     | 0      |
| Cádiz C. F. "B" · España               | Total club    | Total club    | 1     | 0     | 0                | 0                | 0                     | 0                     | 1     | 0     | 0      |
| C. D. Izarra · España                  | 3.ª           | 2019-20       | 12    | 1     | 2                | 0                | —                     | —                     | 14    | 1     | 0      |
| C. D. Izarra · España                  | Total club    | Total club    | 12    | 1     | 2                | 0                | 0                     | 0                     | 14    | 1     | 0      |
| Central Español · Uruguay              | 2.ª           | 2021          | 15    | 1     | —                | —                | —                     | —                     | 15    | 1     | 0      |
| Central Español · Uruguay              | Total club    | Total club    | 15    | 1     | 0                | 0                | 0                     | 0                     | 15    | 1     | 0      |
| Defensor Sporting · Uruguay            | 1.ª           | 2022          | 1     | 0     | —                | —                | —                     | —                     | 1     | 0     | 0      |
| Defensor Sporting · Uruguay            | Total club    | Total club    | 1     | 0     | 0                | 0                | 0                     | 0                     | 1     | 0     | 0      |
| Atenas · Uruguay                       | 2.ª           | 2022          | 11    | 1     | —                | —                | —                     | —                     | 11    | 1     | 0      |
| Atenas · Uruguay                       | Total club    | Total club    | 11    | 1     | 0                | 0                | 0                     | 0                     | 11    | 1     | 0      |
| Boston River · Uruguay                 | 1.ª           | 2023          | 26    | 3     | 0                | 0                | 2                     | 0                     | 28    | 3     | 0      |
| Boston River · Uruguay                 | 1.ª           | 2024          | 18    | 1     | 1                | 0                | —                     | —                     | 19    | 1     | 0      |
| Boston River · Uruguay                 | Total club    | Total club    | 44    | 4     | 1                | 0                | 2                     | 0                     | 47    | 4     | 0      |
| Liga Deportiva Universitaria · Ecuador | 1.ª           | 2024          | 8     | 0     | 2                | 0                | 2                     | 0                     | 12    | 0     | 0      |
| Liga Deportiva Universitaria · Ecuador | 1.ª           | 2025          | 17    | 0     | 1                | 0                | 6                     | 0                     | 24    | 0     | 1      |
| Liga Deportiva Universitaria · Ecuador | Total club    | Total club    | 25    | 0     | 3                | 0                | 8                     | 0                     | 36    | 0     | 1      |
| Total carrera                          | Total carrera | Total carrera | 165   | 10    | 6                | 0                | 10                    | 0                     | 181   | 10    | 1      |
| 1. 2.                                  |               |               |       |       |                  |                  |                       |                       |       |       |        |

## Palmarés

### Campeonatos nacionales
| Título                      | Equipo                       | Año  |
| --------------------------- | ---------------------------- | ---- |
| Segunda División de Uruguay | Rampla Juniors               | 2016 |
| Serie A de Ecuador          | Liga Deportiva Universitaria | 2024 |
| Supercopa de Ecuador        | Liga Deportiva Universitaria | 2025 |